# Lac du Lauzet
Le lac du Lauzet est un lac de montagne qui se situe à 890 m d'altitude au sud du village du Lauzet-Ubaye, dans le département des Alpes-de-Haute-Provence et la région Provence-Alpes-Côte d'Azur.

## Histoire
Le lac du Lauzet est d'origine glaciaire comme l'indique le verrou sur lequel est bâti le village du Lauzet-Ubaye. Le lac est essentiellement alimenté par une émergence sous-lacustre qui sourd sur sa rive sud-ouest. L'hiver, cette émergence est facilement identifiable, car l'eau étant plus chaude ne permet pas à la glace de se former à la surface du lac.
Le lac a été l'objet de nombreux travaux et aménagements. Vers 1702, la création d'un tunnel a permis de le vider et de détourner les eaux de surverse vers l'Ubaye. « Jadis beaucoup plus étendu, il s'écoulait en aval par une encoche rocheuse. Il a été rétréci par les habitants désireux d'avoir quelques champs fertiles, puis par les travaux de remblai de la voie ferrée. ».
Le 1er août 1939, le lac et ses abords sont classés. En 1953, la municipalité décide d’aménager le lac en installant une piscine et une buvette. Le tourisme induit par ces aménagements perdure encore aujourd'hui puisque le lac est fréquenté par de nombreux pêcheurs et baigneurs.

## Illustrations

Différentes vues du lac du Lauzet
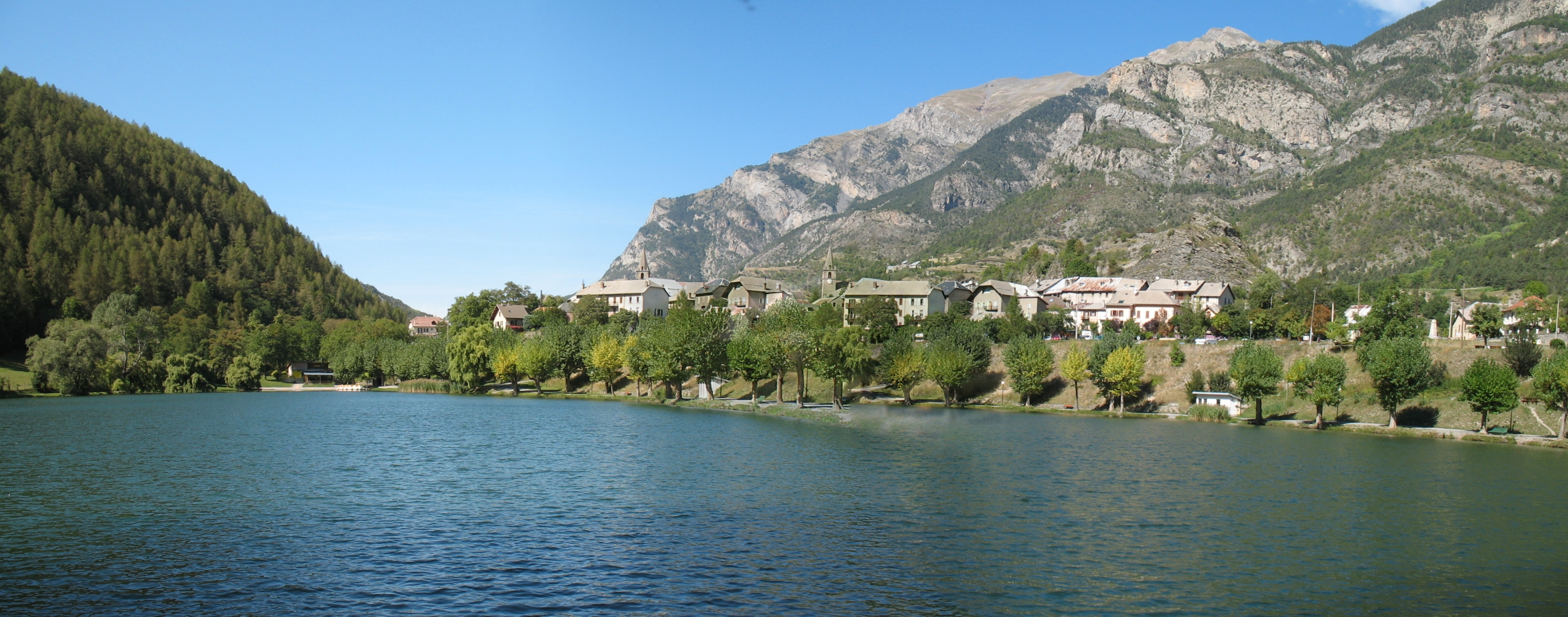
Vue panoramique du lac du Lauzet.
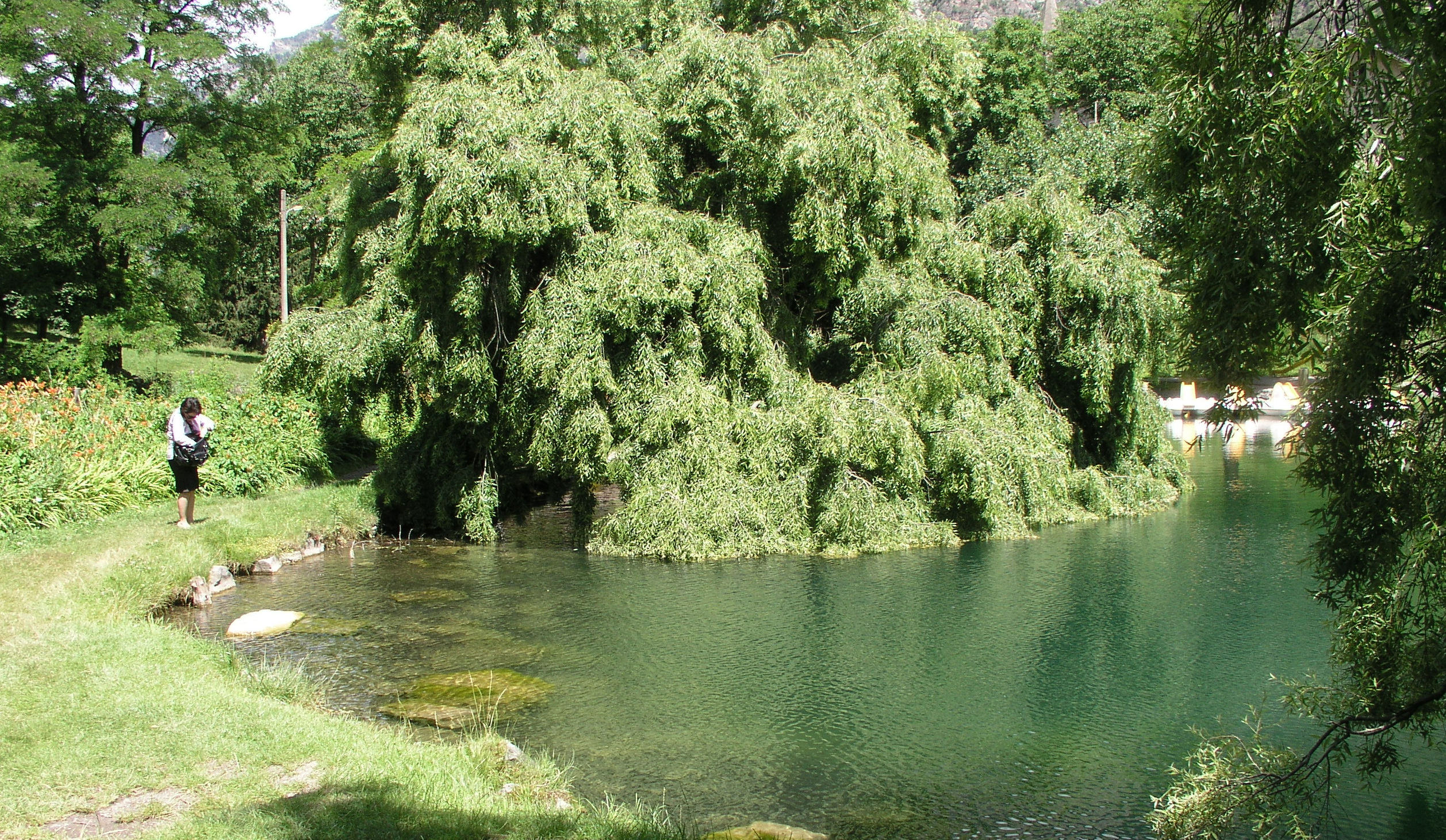
Source du lac du Lauzet en été.
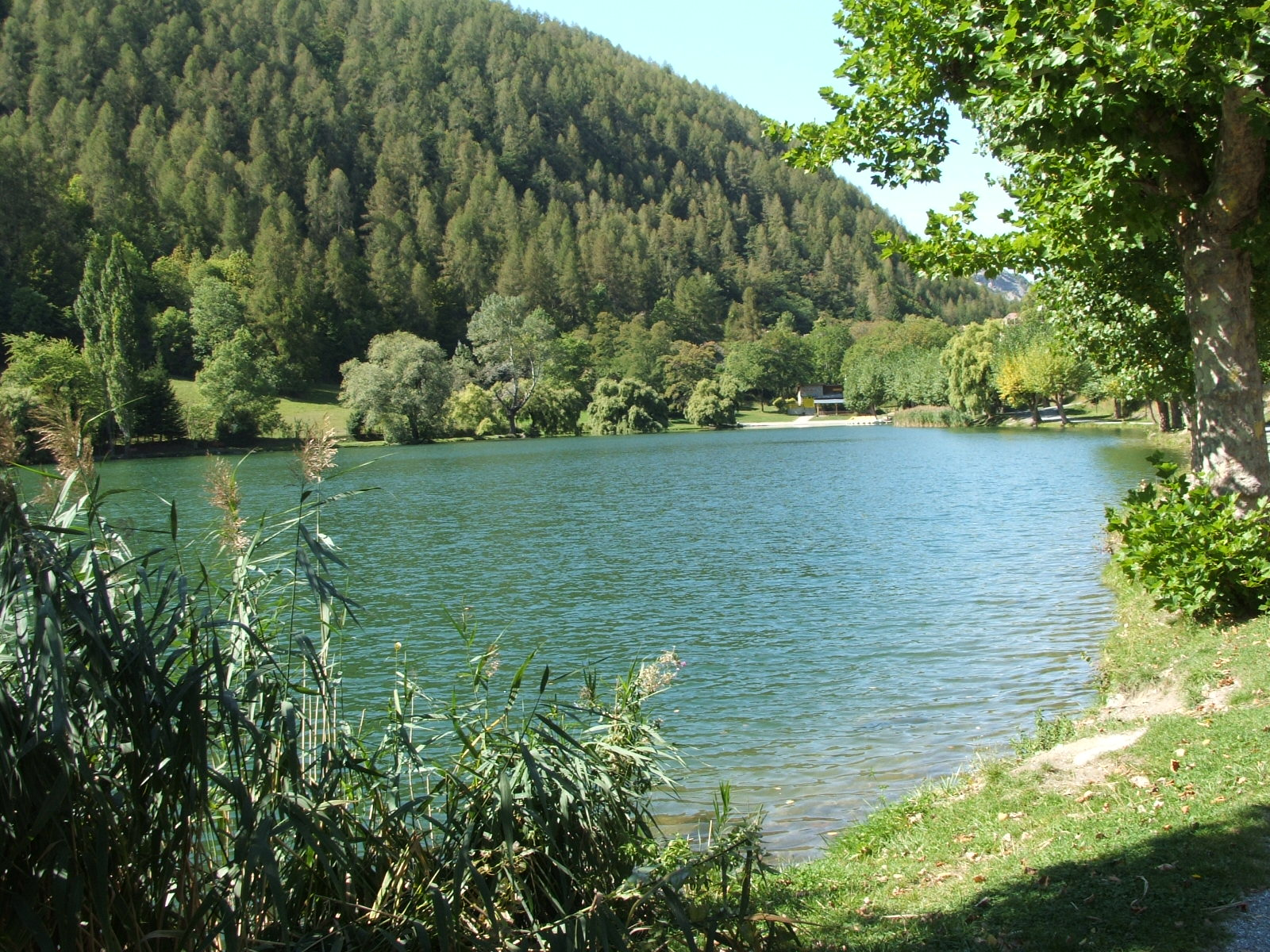
Vue depuis la rive sud du lac.
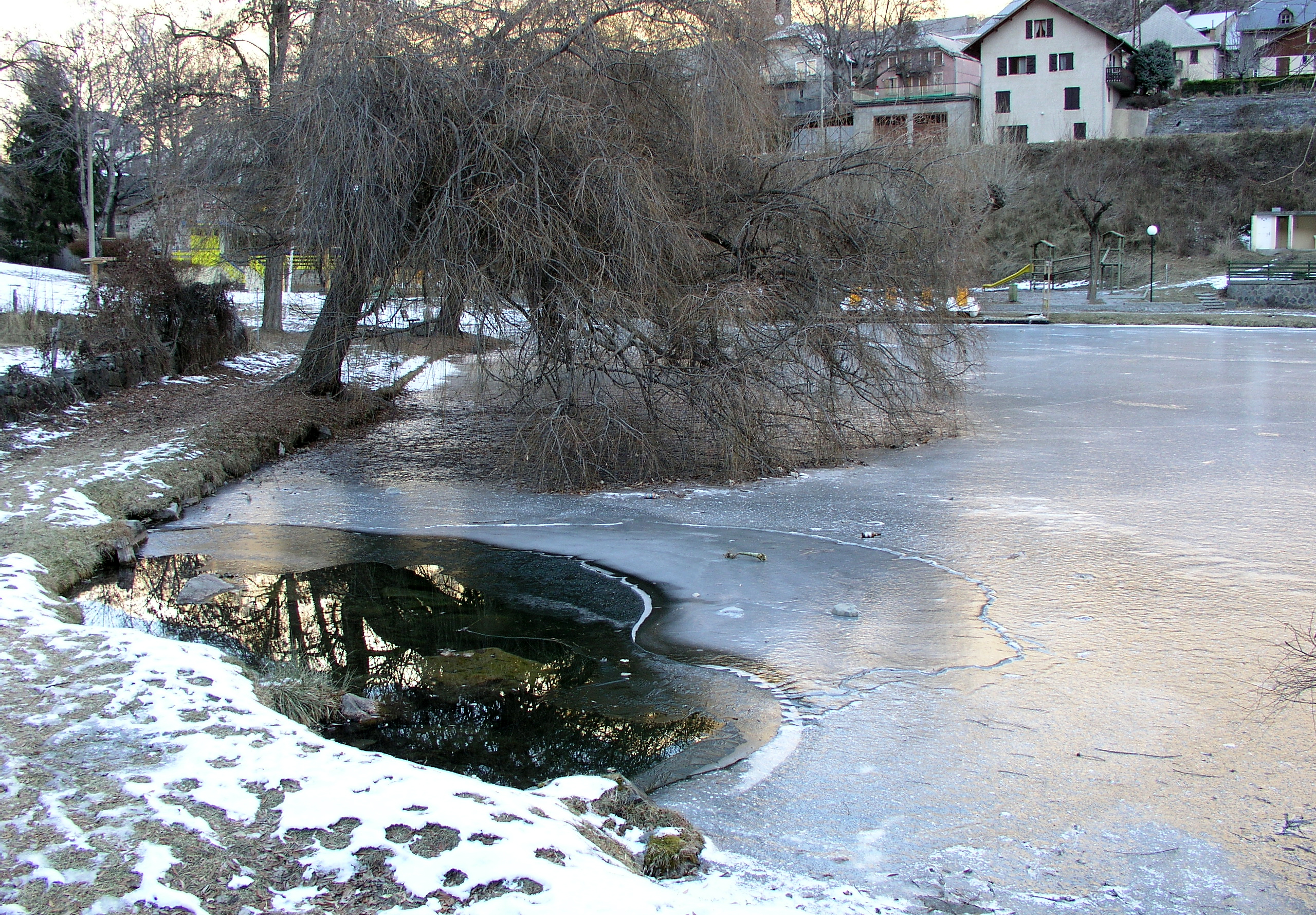
La source du lac du Lauzet en hiver.
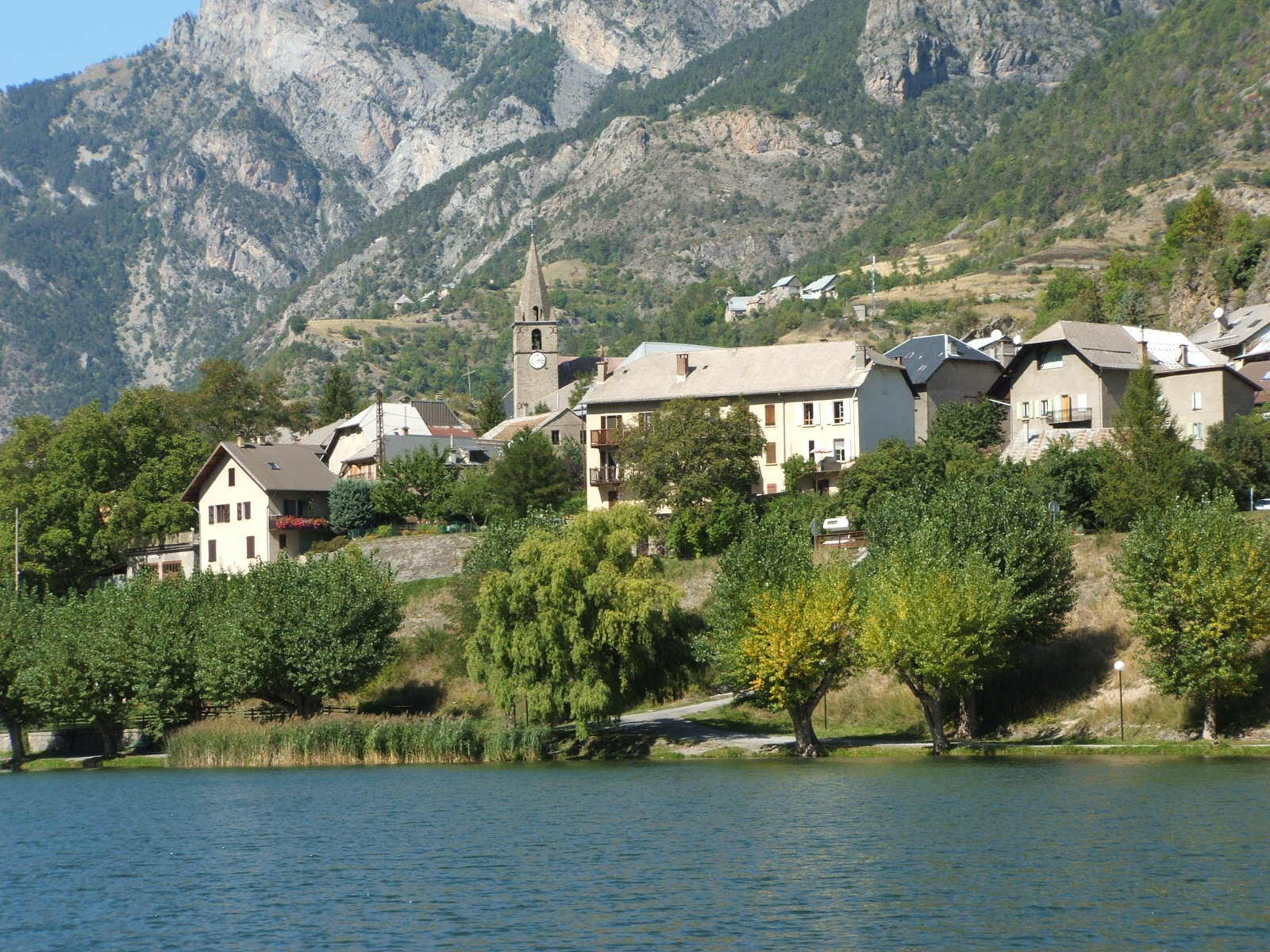
Vue du village du Lauzet-Ubaye.
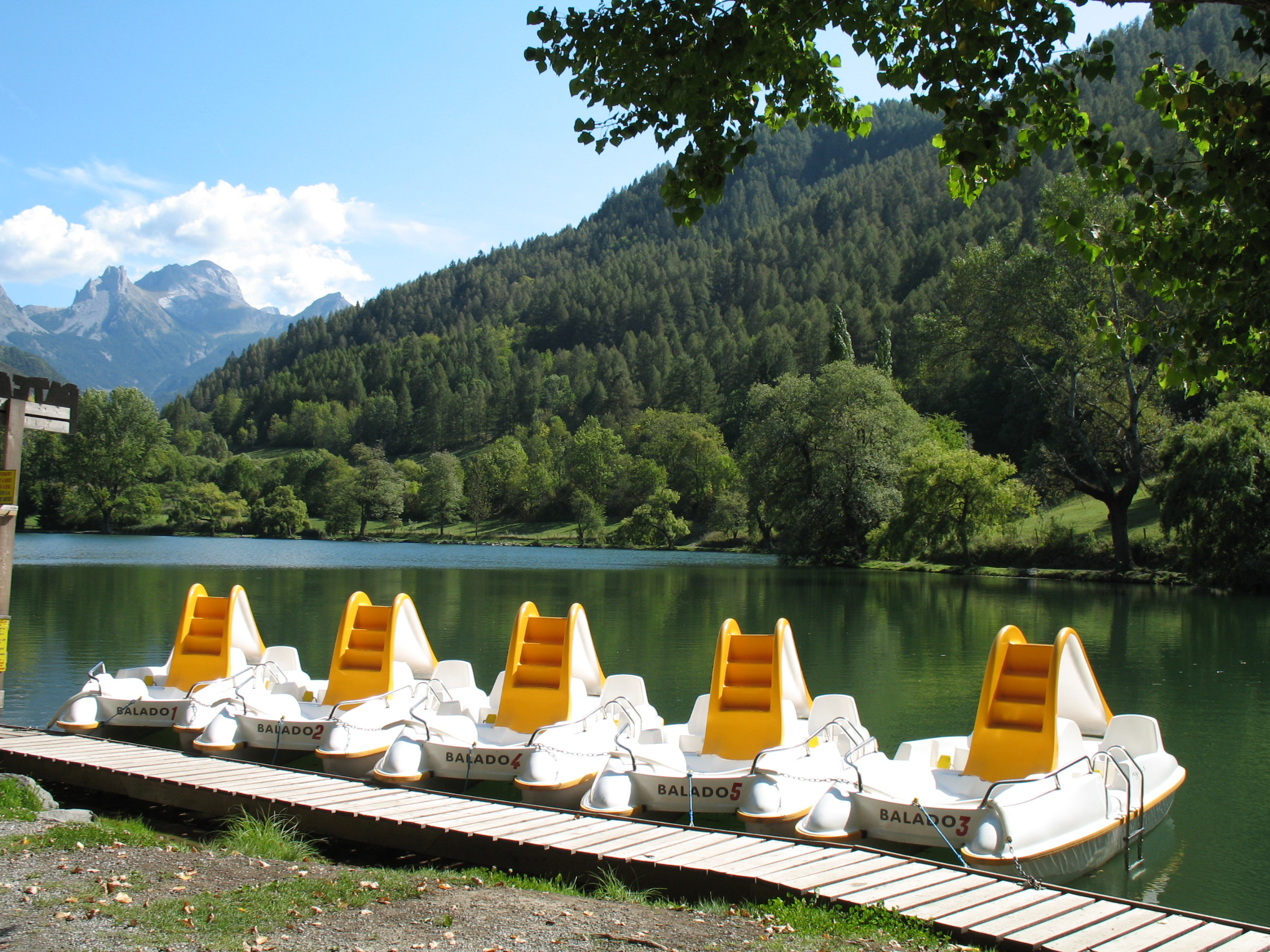
Équipement nautique du lac.